# Cahir
Cahir (Irsk: Cathair Dun Iascaigh) er en irsk by i County Tipperary i provinsen Munster, i den sydvestlige del af Republikken Irland med en befolkning (inkl. opland) på 3.381 indb i 2006 (2.794 i 2002) 
Cahir Castle ligger på en ø i floden Suir, der løber igennem byen.